# 大紀元時報
大紀元時報（だいきげんじほう、英: The Epoch Times、簡体字: 大纪元时报）は、アメリカ合衆国ニューヨーク市に拠点を置くエポック・メディア・グループが発行する多言語メディア。通称は大紀元。
中国で活動を禁止されている新興宗教の法輪功関係者が中心となって発刊している。中国政府に強く批判的な報道で知られ、2020年アメリカ大統領選挙の選挙不正を主張している（#2020年アメリカ大統領選挙の陰謀論）ことでも知られる。また、ヨーロッパ州の保守政党やアメリカのドナルド・トランプ元大統領を支持することで、近年、急速に拡大をとげた。2024年6月、アメリカ連邦検事局は同紙の最高財務責任者を少なくとも6,700万ドルの詐欺収益を資金洗浄する計画への関与で起訴した。エポック・メディア・グループはまた映像テレビ部門、新唐人テレビ（NTD）も運営している。

## 概要
2000年5月、中国の新興宗教である法輪功に所属するジョン・タンと他の中国系アメリカ人によってニューヨークで設立された。2020年5月現在、世界30数カ国と地域で中国語新聞を発行しているほか、英語（米国、カナダ、オーストラリア、イギリス、アイルランド、シンガポール、マレーシア）、中国語（35カ国）、フランス語（フランス、スイス、ベルギー）、スペイン語（アルゼンチン）、ドイツ語、ロシア語（ロシア、ウクライナ）、ウクライナ語、ブルガリア語、ヘブライ語、スロバキア語、チェコ語、トルコ語、ポルトガル語（ポルトガル、ブラジル）、イタリア語、ペルシア語、日本語、韓国語、インドネシア語、ルーマニア語、ベトナム語、スウェーデン語、オランダ語等の各国語版も発行している。また、多言語によるウェブサイトでも活動している。日本では東京都中央区で、日本語ニュースサイト『大紀元 エポックタイムズ・ジャパン』を運営。新聞は中国語版を2001年から発行。日本語版を2005年から2016年2月まで発行していた。
アメリカ国内に11の支社を持ち、日本やカナダ、イギリス、ドイツなど、世界30カ国にグループ社がある。ワシントンD.C.やニューヨーク、ロサンゼルス、サンフランシスコ、ボストン、カナダ、オーストリア、香港、台湾では日刊で、他の国・地域では週刊で発行している。全世界での中国語版の発行は週120万部。他に英語版、ドイツ語版、フランス語版、ロシア語版、韓国語版、日本語版を発行（2017年現在）。

## 報道スタンス
基本的な報道スタンスはあらゆる方面から中国共産党を批判する反共主義である。中国語ニュースサイトでは中国人向けに記事が書かれており、中国共産党の内政や外交問題や内部事情の報道を行っている。極右スタンス。
法輪功の関係者が立ち上げたため、特に中国大陸における法輪功迫害問題（例：米国議会における343号決議案、及び大量虐殺罪と拷問罪で江沢民元中国国家主席がスペインおよびアルゼンチン裁判所で民事告訴された件）等について報道しており、他にもチベット民族、ウイグル民族やモンゴル等の少数民族に対する虐殺や人権蹂躙に関する問題、中国共産党員の国外スパイ活動、中国の電子戦及びエレクトロニック・ハラスメント問題、中国の環境問題、及び中国民主化運動等について報じている。
近年には進化論、同性愛、フェミニズム、環境保護運動、グローバル化などを共産主義の陰謀と名指して批判している。また、アメリカのトランプ元大統領の熱狂的な支持団体でもある。後にNBCは、大紀元はトランプ大統領を反共のキーパーソンとみなし、「ディープステート」に関連する陰謀論を喧伝してきたと報じた。

## 主張
- 2004年11月18日、社説『九評共産党（共産党についての九つの論評）』を発表し、この中で中国共産党の政治を暴政であると主張している。
- 2006年3月、中国東北部の瀋陽市近郊の蘇家屯にある大型刑務所に数千人の法輪功信仰者が監禁されていると主張し、当局が彼らを殺害した後、販売目的で臓器を摘出していると主張している。
- 2018年初頭より広州の米国総領事館においても発生したとされている「原因不明の異常音」により外交職員が訴えためまいや頭痛などの不快感[20]などの症状（ハバナ症候群）の発症経緯と状況について、中国には中国共産党が長期にわたり推進している「脳内制御」と呼ばれる科学的研究と機密計画が存在すると主張。
- 『共産主義の最終目的』（英語：The Ultimate Goal of Communism、中国語：共产主义的终极目的）は大紀元時報『共産党に関する九つの評論』編集部が発表した評論である[21]。上・下の二部構成であり、上部は「共産主義の最終目的―中国篇」、下部は「共産主義の最終目的―世界篇」となっている。

### 科学的証拠に反する主張
- 反ワクチンの偽情報を頻繁に掲載している[22][23]。
- 気候変動は自然現象であり、人間の活動によるものではないとの懐疑論を主張している[24]。

## 陰謀論

### 2020年アメリカ大統領選挙の陰謀論
反中・親トランプの陰謀論を流布するメディアと批判を受けている。アメリカ大統領ドナルド・トランプが主張した元大統領バラク・オバマがスパイを使ったとするスパイゲートを擁護する報道と政治広告を行った。SARSコロナウイルス2（新型コロナウイルス）、ブラック・ライヴズ・マター、トランプ支持派に関連する大紀元が関係している偽アカウントをFacebookが削除したと報道された。
2020年12月『大紀元』の「ジョージア州集計所の監視カメラ 選挙監視員を帰宅させ開票続行 スーツケースから大量の隠し票」は、Japan In-depthの記事で紹介され、Yahoo! JAPANなどのポータルサイトで拡散されたが、実際に映像に写っているのは通常の業務であり、何の不正の証拠も示されていなかった。

### 英語版ウィキペディアにおける出典への使用禁止
2019年、英語版ウィキペディアは、「陰謀論を事実として報じていて信頼性が低い」との理由で大紀元時報をはじめとする法輪功系列のメディアを非推奨の情報源に指定した。

## 受賞
2005年8月、アジア系アメリカ人ジャーナリスト協会の全国報道賞、アジア・アメリカ問題ネット報道部門で優秀賞を受賞。2005年9月、カナダ全国マイノリティーメディア協会の2005年メディア賞を受賞。2013年6月、米国プロフェッショナル・ジャーナリスト協会が、中国当局による法輪功学習者への臓器奪取問題を伝えた英語版記者マシュー・ロバートソン(Matthew Robertson)にシグマ・デルタ・カイ賞（Sigma Delta Chi award for excellence in journalism）賞を授与した。

## 展開

### アメリカ合衆国
| - ニューヨーク（本社） - ワシントンD.C. - ボストン - シカゴ - シアトル | - サンフランシスコ - ロサンゼルス - サンディエゴ - アトランタ - ダラス |

### 海外支局
| - 日本 - 大韓民国 - 香港 - 台湾 - フィリピン - ベトナム - タイ王国 - マレーシア - インドネシア - オーストラリア - カナダ - ニュージーランド - トルコ - イスラエル | - フランス - ドイツ - ベルギー - イギリス - イタリア - スペイン - スイス - スウェーデン - ノルウェー - ロシア - ウクライナ - ギリシャ - アルゼンチン |